# Седемнадесети артилерийски полк
Седемнадесети артилерийски полк е български артилерийски полк, взел участие в Първата (1915 – 1918) и Втората световна война (1941 – 1945).

## Първа световна война (1915 – 1918)
Във връзка с участието на България в Първата световна война (1915 – 1918) на 11 септември 1915 г. в Самоков от 4-та, 5-а и 6-а батарея от 7-и артилерийски полк е формиран Седемнадесети артилерийски скорострелен полк. Влиза в състава на 7-а пехотна рилска дивизия. Взема участие във войната, като през 1919 г. е преименуван на Седемнадесети артилерийски полк и на 1 октомври същата година е разформиран.
При намесата на България във войната полкът разполага със следния числен състав, добитък, обоз и въоръжение:
| Числен състав                                       | Добитък               | Обоз                         | Въоръжение                                                               |
| --------------------------------------------------- | --------------------- | ---------------------------- | ------------------------------------------------------------------------ |
| Офицери: 34 Чиновници: 2 Подофицери и войници: 2232 | Коне: 1489 Волове: 10 | Обикновени: 160 Товарни: 296 | Пушки и карабини: 186 Полски с. с. оръдия: 24 Планински с. с. оръдия: 12 |

## Втора световна война (1941 – 1945)
По време на Втората световна война (1941 – 1945) съгласно заповед № 2 от 2 октомври 1943 г. по 17-а пехотна щипска дивизия в Щип е формиран Седемнадесети дивизионен артилерийски полк. В периода от 11 септември до 10 октомври 1944 г. води боеве с изтеглящите се германски войски. На 15 октомври се завръща в Баланово, Дупнишко и на 25 октомври 1944 г. е разформиран.

## Наименования
През годините полкът носи различни имена според претърпените реорганизации:
- Седемнадесети артилерийски скорострелен полк (11 септември 1915 – 1919)
- Седемнадесети артилерийски полк (1919 – 1 октомври 1919)
- Седемнадесети дивизионен артилерийски полк (2 октомври 1943 – 25 октомври 1944)

## Командири
Званията са към датата на заемане на длъжността.
| №  | звание       | име            | дати                 |
| -- | ------------ | -------------- | -------------------- |
| 1. | Подполковник | Никола Стайков | Първа световна война |
|    | Подполковник | Иван Цонев     | 1943 – 1944          |